# Bob Hearts Abishola
Bob Hearts Abishola (estilizado como BOB❤ABISHOLA) es una serie de televisión de comedia de situación estadounidense creada por Chuck Lorre, Eddie Gorodetsky, Al Higgins y Gina Yashere que se estrenó el 23 de septiembre de 2019 en CBS. Con Billy Gardell y Folake Olowofoyeku como protagonistas, con Maribeth Monroe, Matt Jones, Vernee Watson, Shola Adewusi, Barry Shabaka Henley, Travis Wolfe Jr. y Christine Ebersole en papeles secundarios. En enero de 2023, la serie fue renovada para una quinta y última temporada, que se estrenó el 12 de febrero de 2024. La serie finalizó el 6 de mayo de 2024.

## Argumento
Bob Hearts Abishola sigue a Bob, quien dirige la exitosa y altamente competitiva compañía de calcetines de su familia con su madre Dottie, su hermana Christina y su hermano menor Douglas. Cuando el estrés del trabajo lo lleva al hospital, conoce a Abishola, su enfermera amable y trabajadora, a quien se siente atraído inmediatamente. Ahora todo lo que Bob necesita hacer es convencerla de que le dé una oportunidad, lo que llevará tiempo, ya que no podrían ser más diferentes. Después de venir a los Estados Unidos desde Nigeria para encontrar una vida mejor para ella y su hijo, Dele, Abishola vive en un pequeño apartamento con sus parientes sobreprotectores, la tía Olu y el tío Tunde. Sin dejarse intimidar por la falta de interés inicial de Abishola o las grandes diferencias en sus antecedentes, Bob está decidido a ganarse el corazón de Abishola, en este examen cómico de la vida de los inmigrantes en los Estados Unidos.

## Elenco
- Billy Gardell como Bob: Un hombre que tiene una fábrica de calcetines de compresión en Detroit. Cuando sufre un ataque cardíaco debido al negocio y a su familia, se despierta en el hospital donde conoce a una enfermera nigeriana y se enamora.
- Folake Olowofoyeku como Abishola.
- Christine Ebersole como Dottie: La madre de Bob, Douglas y Christina.
- Matt Jones como Douglas: El hijo de Dottie y el hermano de Bob y Christina. Trabaja para su hermano.
- Maribeth Monroe como Christina: La hija de Dottie y el hermano de Bob y Christina.
- Shola Adewusi como Olu: La tía de Abishola y la esposa de Tunde.
- Barry Shabaka Henley como Tunde: El tío de Abishola y el esposo de Olu.
- Travis Wolfe Jr. como Dele: El hijo de Abishola.
- Vernee Watson como Gloria: La recepcionista del hospital donde trabaja Abishola.
- Gina Yashere como Kemi
- Bayo Akinfemi como Goodwin
- Anthony Okungbowa como Kofo
- Saidah Arrika Ekulona como Ebunoluwa (temporada 4; recurrente temporadas 2-3)

## Episodios
| Temporada | Temporada | Episodios | Episodios | Emisión original         | Emisión original    |
| Temporada | Temporada | Episodios | Episodios | Primera emisión          | Última emisión      |
| --------- | --------- | --------- | --------- | ------------------------ | ------------------- |
|           | 1         | 20        | 20        | 23 de septiembre de 2019 | 13 de abril de 2020 |
|           | 2         | 18        | 18        | 16 de noviembre de 2020  | 17 de mayo de 2021  |
|           | 3         | 22        | 22        | 20 de septiembre de 2021 | 23 de mayo de 2022  |
|           | 4         | 22        | 22        | 19 de septiembre de 2022 | 22 de mayo de 2023  |
|           | 5         | 13        | 13        | 12 de febrero de 2024    | 6 de mayo de 2024   |

## Producción

### Desarrollo
El 5 de octubre de 2018, se anunció que CBS había dado a la producción una orden piloto temprana. El piloto fue escrito por Chuck Lorre quien produce junto con Eddie Gorodetsky, Al Higgins y Gina Yashere. Las compañías de producción involucradas en el piloto incluyen Chuck Lorre Productions y Warner Bros. Television. El 6 de mayo de 2019, se anunció que se había ordenado la serie. Un día después, se anunció que la serie se estrenaría en el otoño de 2019 y se emitiría los lunes a las 8:30 p. m. La serie se estrenó el 23 de septiembre de 2019. El 22 de octubre de 2019, se anunció que CBS había ordenado nueve episodios adicionales de la serie. El 6 de mayo de 2020, CBS renovó la serie para una segunda temporada, que estrenó el 16 de noviembre de 2020. El 17 de febrero de 2021, CBS renovó la serie para una tercera temporada, que estrenó el 20 de septiembre de 2021. El 24 de enero de 2022, CBS renovó la serie para una cuarta temporada. La cuarta temporada se estrenó el 19 de septiembre de 2022. El 25 de enero de 2023, CBS renovó la serie para una quinta temporada. El 29 de noviembre de 2023, CBS anunció que la quinta temporada sería la última de la serie. La quinta temporada se estrenó el 12 de febrero de 2024.

### Casting
El 17 de diciembre de 2018, se anunció a Billy Gardell y Folake Olowofoyeku como personajes principales, incluyendo a Maribeth Monroe, Matt Jones, Shola Adewusi, Barry Shabaka Henley, Travis Wolfe Jr. y Christine Ebersole habían sido contratados como protagonistas en los papeles principales del piloto. El 30 de enero de 2020, se anunció que Anthony Okungbowa y Bayo Akinfemi fueron promovidos al elenco principal. El 7 de septiembre de 2022, se anunció que Saidah Arrika Ekulona sería promovida al elenco principal para la cuarta temporada. El 26 de abril de 2023, se anunció que Gardell y Olowofoyeku eran los únicos miembros del reparto que seguirían siendo principales de la serie, ya que el resto del elenco se redujo a contratos de cinco episodios para el «estatus recurrente» de la quinta temporada.

## Lanzamiento
El 15 de mayo de 2019, CBS lanzó el primer tráiler oficial de la serie.

## Recepción

### Críticas
En Rotten Tomatoes la serie tiene un índice de aprobación del 58%, basado en 12 reseñas, con una calificación promedio de 6.75/10. El consenso crítico del sitio dice, «Innovador, pero desafortunadamente insoportable, Bob (Hearts) Abishola, socava su propia premisa progresista con un humor abrumador que se basa demasiado en estereotipos anticuados». En Metacritic, tiene puntaje promedio ponderado de 57 sobre 100, basada en 10 reseñas, lo que indica «criticas mixtas o medias».

### Audiencias
| Temporada | Horario (ET)     | Episodios | Primera emisión          | Primera emisión      | Última emisión      | Última emisión       | Ranking | Prom. de espectadores (millones) | Adultos de 18–49 años (promedio) |
| Temporada | Horario (ET)     | Episodios | Fecha                    | Audiencia (millones) | Fecha               | Audiencia (millones) | Ranking | Prom. de espectadores (millones) | Adultos de 18–49 años (promedio) |
| --------- | ---------------- | --------- | ------------------------ | -------------------- | ------------------- | -------------------- | ------- | -------------------------------- | -------------------------------- |
| 1         | lunes 8:30 p. m. | 20        | 23 de septiembre de 2019 | 5.89                 | 13 de abril de 2020 | 6.81                 | 43      | 7.54                             | 1.0                              |
| 2         | lunes 8:30 p. m. | 18        | 16 de noviembre de 2020  | 5.22                 | 17 de mayo de 2021  | 5.39                 | 36      | 6.57                             | 0.8                              |
| 3         | lunes 8:30 p. m. | 22        | 20 de septiembre de 2021 | 5.43                 | 23 de mayo de 2022  | 5.70                 | 32      | 6.66                             | 0.7                              |
| 4         | lunes 8:30 p. m. | 22        | 19 de septiembre de 2022 | 4.44                 | 22 de mayo de 2023  | 4.77                 | 31      | 6.11                             | 0.5                              |
| 5         | lunes 8:30 p. m. | 13        | 12 de febrero de 2024    | 5.21                 | 6 de mayo de 2024   | 4.86                 | 36      | 5.33                             | 0.4                              |

### Premios y nominaciones
| Año  | Premiación                                              | Categoría                                                              | Nominado(s)                                                                                             | Resultado | Ref.   |
| ---- | ------------------------------------------------------- | ---------------------------------------------------------------------- | --- | --------- | ------ |
| 2020 | Premios Primetime Emmy a las Artes Creativas            | Mejor fotografía – Serie multicámara                                   | Patti Lee (por «Ice Cream for Breakfast»)                                                               | Nominada  | [ 38 ] |
| 2021 | Premios ADG                                             | Excelencia en el diseño de producción de una serie multicámara         | John Shaffner (por «Randy's a Wrangler», «Paris is for Lovers», «Not Mothers» y «Straight Outta Lagos») | Nominado  | [ 39 ] |
| 2021 | Premios NAACP Image                                     | Mejor actriz – Comedia                                                 | Folake Olowofoyeku                                                                                      | Nominada  | [ 40 ] |
| 2022 | Premios Primetime Emmy a las Artes Creativas            | Mejor diseño de producción – Programa narrativo (media hora o menos)   | Gail L. Russell y Ann Shea (por «Bowango»)                                                              | Nominadas | [ 41 ] |
| 2022 | Premios de la Sociedad de Decoradores de Estados Unidos | Mejor realización en Decorado/Diseño – Serie multicámara de media hora | Ann Shea y Francoise Cherry-Cohen                                                                       | Nominadas | [ 42 ] |